# Lijn 2 (metro van Milaan)
Lijn 2 is een metrolijn in de Italiaanse stad Milaan die in 1969 werd geopend. De lijn verbindt de dorpen in het Addadal, ten noordoosten van Milaan, met de zuidelijke woonwijken en bedrijfsterreinen via een traject langs de spoorwegstations van Milaan.  

## Geschiedenis
In 1878 opende de interlokale stoomtram tussen Milaan en Vaprio d'Adda via Gorgonzola. Deze dienst verbond diverse dorpen in het dal van de Adda met het centrum van Milaan. In 1926 werd besloten om over te gaan op elektrische tractie met een bovenleidingsspanning van 1200 V =. Vanaf 1928 werd met elektrische trams gereden en op 1 juli 1939 kwam de exploitatie in handen van het Milanese stadsvervoersbedrijf ATM. In 1952 werd een uitgewerkt plan voor een metronet met vier lijnen ingediend dat in 1955 door de gemeente Milaan werd goegekeurd. Lijn 2 van het plan moest vooral de verschillende spoorwegstations aan de noord- en westrand van de binnenstad verbinden. De aanleg van lijn 1, die in het oosten van de stad een deel van de route van de interlokale tram volgt, betekende dat de tramlijn in 1957 aan de stadskant werd ingekort tot de Piazza Aspromonte iets ten oosten van Loreto. De interlokale tram naderde destijds ook de grenzen van haar capaciteit en kreeg bovendien last van het toenemende autoverkeer. De ATM kwam daarom met een voorstel om de interlokale tram buiten de stad op een vrije baan te leggen, hetgeen in 1959 door het ministerie van verkeer werd goedgekeurd. Het plan om de lijn door te trekken tot Bergamo werd, onder druk van de luchtvaartsector die luchtdiensten tussen Milaan en Bergamo wilde onderhouden, niet uitgevoerd zodat Gorgonzola het oostelijke eindpunt werd.

## Aanleg
De vrije baan voor de interlokale tram werd gebouwd tussen 1962 en 1968 terwijl vanaf eind 1964 werd gewerkt aan de metrolijn langs de Milanese stations. De vrije baan werd op de westelijke oever van de Lambro langs de Via Palmanova gelegd tot de tramremise bij de Piazza Sire Raul, ten oosten van de Lambro loopt de vrije baan langs de noordrand van de dorpen die al door de stoomtram werden bediend. Tijdens de bouw werd besloten om de interlokale tram te integreren in het metronet. Ten noorden van het beoogde oostelijke eindpunt van lijn 2, Udine, werd hiertoe een helling gebouwd tot aan de vrije trambaan zodat beide lijnen in elkaars verlengde kwamen te liggen. De interlokale tram reed vanaf 5 mei 1968 over de vrije baan en op 27 september 1969 ging de reizigersdienst op het eerste deel van lijn 2 van start. Het centraal station werd op 27 april 1970 aangesloten en station Garibaldi volgde ruim een jaar later. Het baanvak tot Cadorna FN kon niet met de wanden-dakmethode worden gebouwd in verband met de dichte bebouwing. Het in 1960 in ruwbouw gebouwde Cadorna FN bleek te laag voor de exploitatie met bovenleiding zodat aanpassingen nodig waren en lijn 2 pas in 1978 Cadorna FN bereikte. In 1976 werd de route ten zuiden van Cadorna herzien om ook station Porta Genova een aansluiting op de metro te geven. Vervolgens is de lijn aan beide zijden meerdere malen verlengd.   

### Chronologie
- 27 september 1969: Caiazzo - Cascina Gobba
- 27 april 1970: Caiazzo - Centrale FS
- 12 juli 1971: Centrale FS - Garibaldi FS
- 4 december 1972: Cascina Gobba - Gorgonzola
- 3 maart 1978: Garibaldi FS - Cadorna FN
- 7 juni 1981: Cascina Gobba - Cologno Nord (noordtak)
- 30 oktober 1983: Cadorna FN - Porta Genova FS
- 13 april 1985: Gorgonzola - Gessate en Porta Genova FS - Romolo
- 1 november 1994: Romolo - Famagosta
- 17 maart 2005: Famagosta - Piazza Abbiategrasso
- 20 februari 2011: Famagosta - Assago Milanofiori Forum (zuidtak)

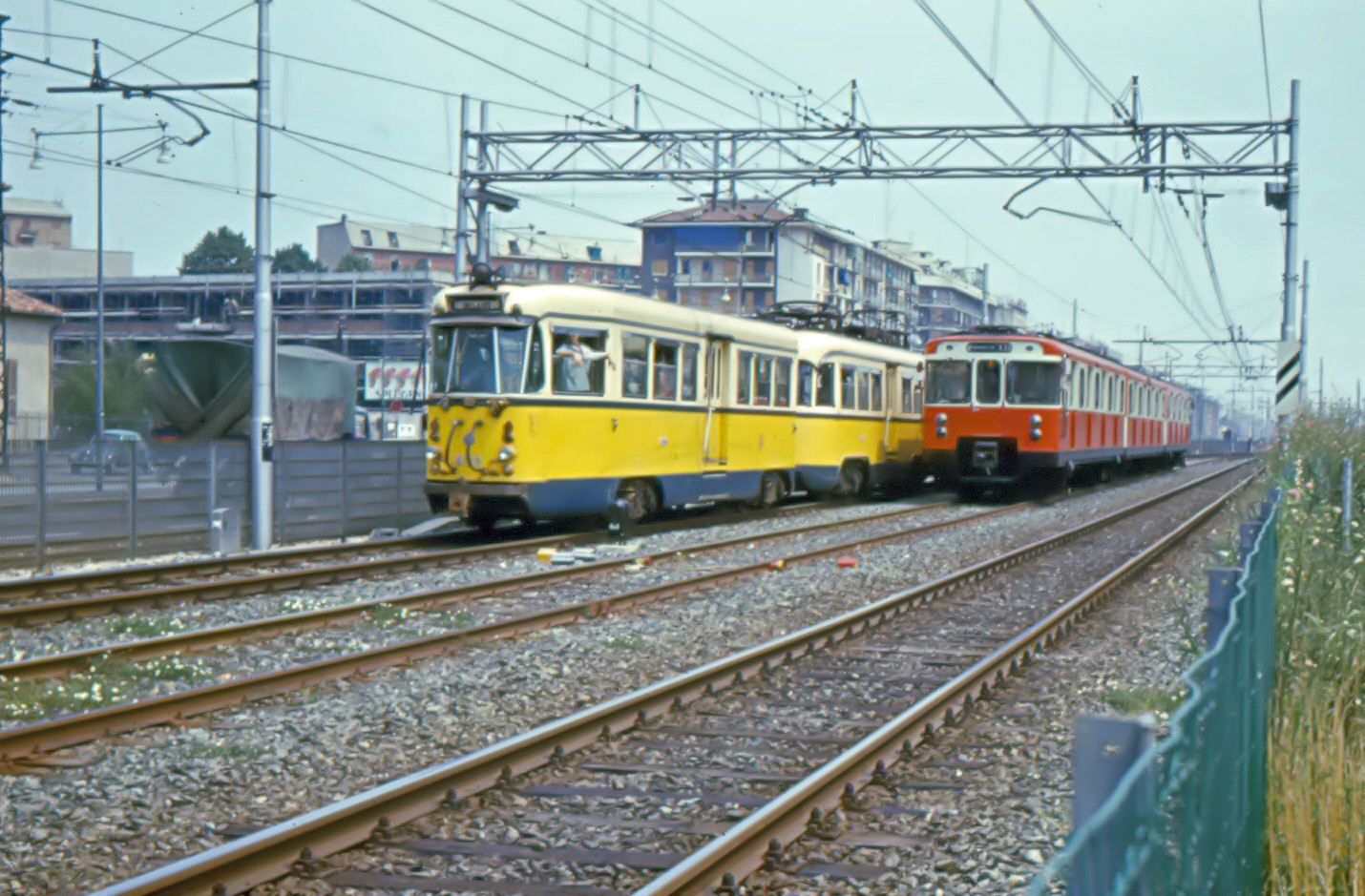
Tram en metro langs de Via Palmanova in 1970
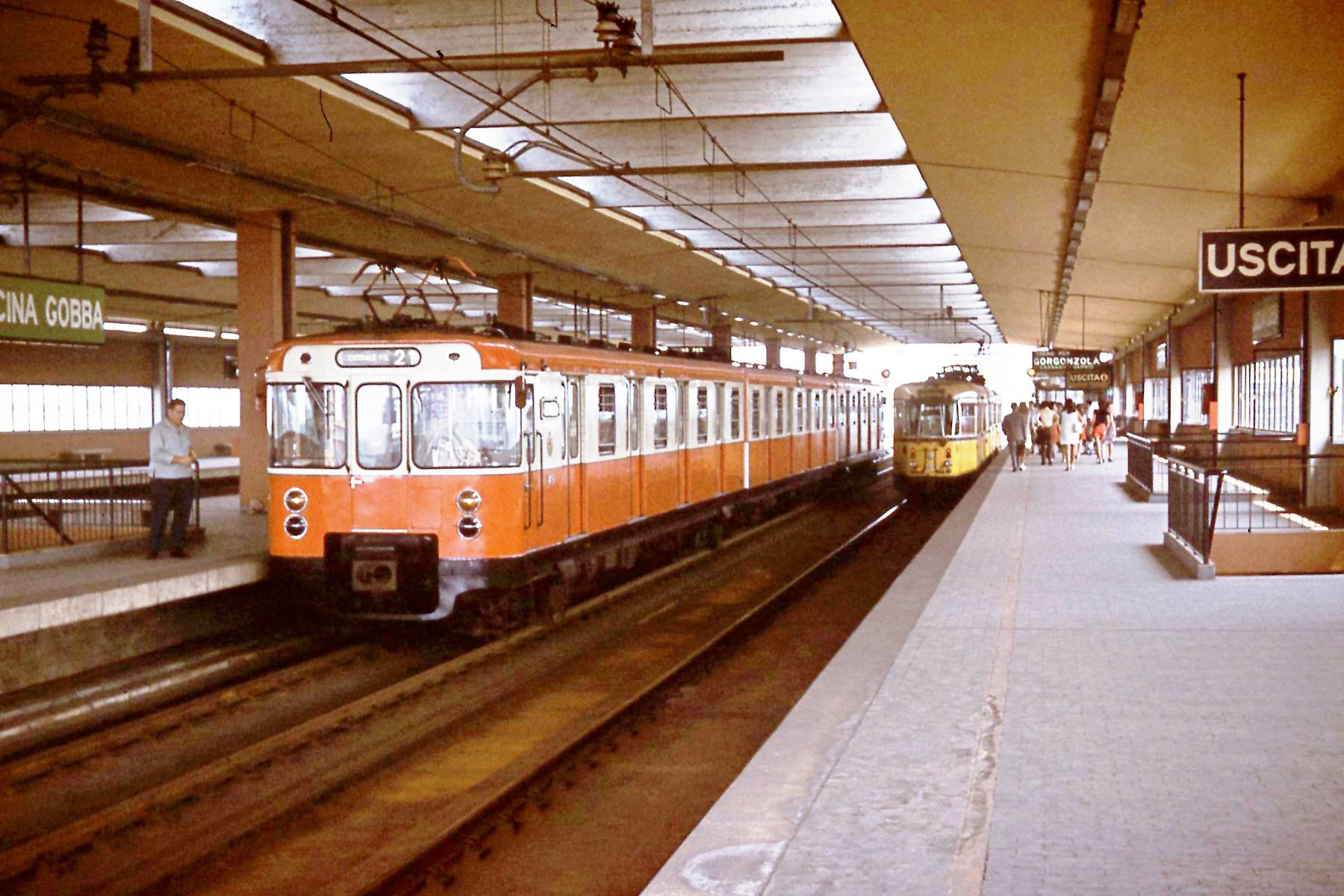
Metro en tram op het overstappunt Cascina Gobba in 1970
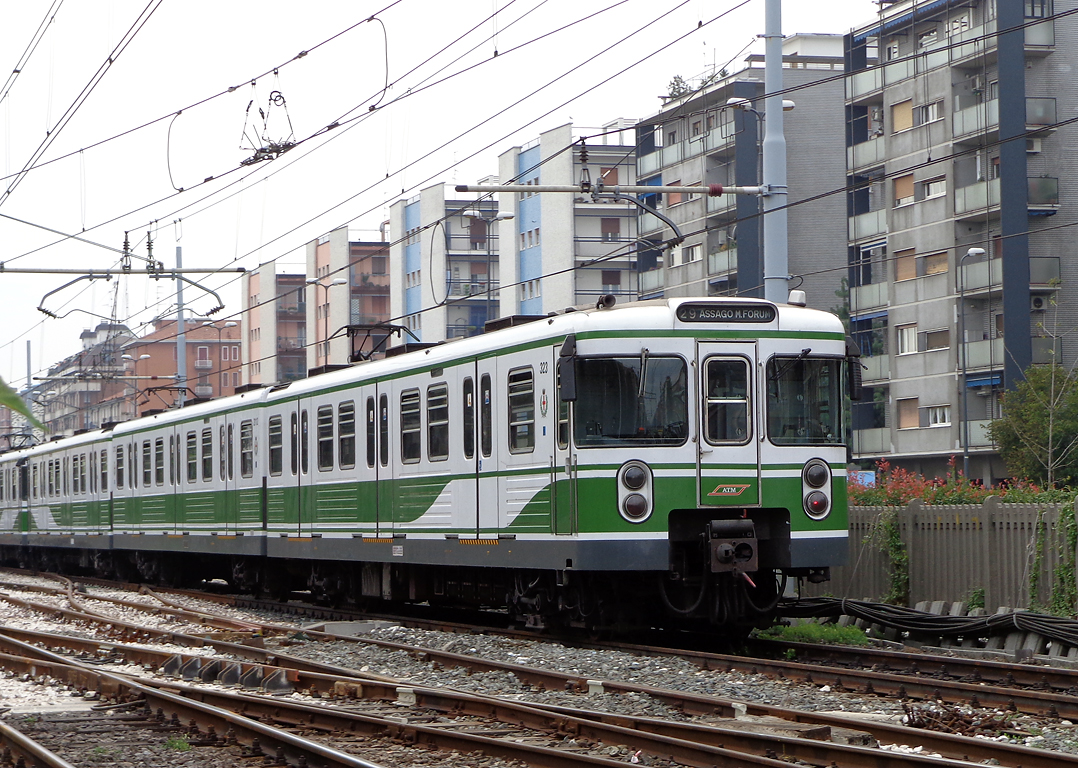
Metrostel van lijn 2

## Reizigersdienst
De stroomvoorziening van lijn 2 loopt in tegenstelling tot lijn 1 via pantografen en een bovenleiding net als bij de interlokale tram. In 1969 was het rollend materieel voor lijn 2 nog niet afgeleverd zodat rood-witte metrostellen van lijn 1 werden ingezet. Hiertoe werden de pantografen gebruikt die normaal gesproken alleen in de werkplaatsen werden ingezet, bovendien werden de motoren paarsgewijs in serie geschakeld zodat de 1200 V gebruikt kon worden voor de motoren die geschikt zijn voor een maximale spanning van 750 V. Op 8 november 1971 waren er voldoende metrostellen met 1500 V motoren beschikbaar voor de dienst op lijn 2 en konden de “geleende” stellen weer naar lijn 1. In de periode 27 september 1969 – 4 december 1972 reden trams en metro's door elkaar op de vrije baan langs de Via Palmanova, reizigers tussen Gorgonzola en het centrum moesten in Cascina Gobba overstappen. Op 4 december 1972 was er voldoende materieel om de dienst tussen Garibaldi en Gorgonzola als metro te onderhouden en werden de trams uitgerangeerd. De spanning op de bovenleiding werd daarna verhoogd tot 1500 V en de reizigers konden vanaf toen zonder overstappen van Gorgonzola naar het centrum en terug. Als depot werd de oude tramremise bij Gorgonzola omgebouwd, voordien werd het materieel via de verbindingssporen tussen Caiazzo en Pasteur van en naar het depot van lijn 1 gewisseld.   

## Stations
| Aftakkingen    | Hoofdlijn                | Overstappunt | Foto * | Type                         | Geopend           | Ligging                       | Opmerkingen |
| -------------- | ------------------------ | ------------ | ------ | ---------------------------- | ----------------- | ----------------------------- | ----------- |
|                | Assago Milanofiori Forum |              | 940 !  | Loods                        | 20 februari 2011  | 45° 24′ 0″ NB, 9° 08′ 2″ OL   |             |
|                | Assago Milanofiori Nord  |              | 950 !  | Loods                        | 20 februari 2011  | 45° 24′ 34″ NB, 9° 09′ 0″ OL  |             |
| Abbiategrasso  |                          |              | 960 !  | ondiep gelegen zuilenstation | 17 maart 2005     | 45° 25′ 49″ NB, 9° 10′ 40″ OL |             |
| Famagosta      | Famagosta                |              | 970 !  | ondiep gelegen zuilenstation | 1 november 1994   | 45° 26′ 12″ NB, 9° 10′ 5″ OL  |             |
|                | Romolo                   |              | 980 !  | ondiep gelegen zuilenstation | 13 april 1985     | 45° 26′ 39″ NB, 9° 10′ 3″ OL  |             |
|                | Porta Genova FS          |              | 990 !  | kuip                         | 30 oktober 1983   | 45° 27′ 9″ NB, 9° 10′ 11″ OL  |             |
|                | Sant'Agostino            |              | 1000 ! | ondiep gelegen zuilenstation | 30 oktober 1983   | 45° 27′ 30″ NB, 9° 10′ 11″ OL |             |
|                | Sant'Ambrogio            |              | 1010 ! | ondiep gelegen zuilenstation | 30 oktober 1983   | 45° 27′ 42″ NB, 9° 10′ 24″ OL |             |
|                | Cadorna FN               |              | 1020 ! | ondiep gelegen zuilenstation | 1 november 1964   | 45° 28′ 5″ NB, 9° 10′ 36″ OL  |             |
|                | Lanza                    |              | 1050 ! | dubbelgewelfdstation         | 3 maart 1978      | 45° 28′ 19″ NB, 9° 10′ 55″ OL |             |
|                | Moscova                  |              | 1060 ! | ondiep gelegen zuilenstation | 3 maart 1978      | 45° 28′ 40″ NB, 9° 11′ 4″ OL  |             |
|                | Garibaldi FS             |              | 1070 ! | ondiep gelegen zuilenstation | 12 juli 1971      | 45° 29′ 0″ NB, 9° 11′ 16″ OL  |             |
|                | Gioia                    |              | 1080 ! | ondiep gelegen zuilenstation | 12 juli 1971      | 45° 29′ 6″ NB, 9° 11′ 41″ OL  |             |
|                | Centrale FS              |              | 1120 ! | ondiep gelegen zuilenstation | 27 april 1970     | 45° 29′ 5″ NB, 9° 12′ 11″ OL  |             |
|                | Caiazzo                  |              | 1430 ! | ondiep gelegen zuilenstation | 27 september 1969 | 45° 29′ 7″ NB, 9° 12′ 33″ OL  |             |
|                | Loreto                   |              | 1440 ! | ondiep gelegen zuilenstation | 1 november 1964   | 45° 29′ 5″ NB, 9° 12′ 54″ OL  |             |
|                | Piola                    |              | 1630 ! | ondiep gelegen zuilenstation | 27 september 1969 | 45° 28′ 52″ NB, 9° 13′ 34″ OL |             |
|                | Lambrate FS              |              | 1640 ! | ondiep gelegen zuilenstation | 27 september 1969 | 45° 29′ 3″ NB, 9° 14′ 6″ OL   |             |
|                | Udine                    |              | 1650 ! | ondiep gelegen zuilenstation | 27 september 1969 | 45° 29′ 28″ NB, 9° 14′ 13″ OL |             |
|                | Cimiano                  |              | 1660 ! | maaiveld                     | 27 september 1969 | 45° 29′ 60″ NB, 9° 14′ 29″ OL |             |
|                | Crescenzago              |              | 1670 ! | maaiveld                     | 27 september 1969 | 45° 30′ 19″ NB, 9° 14′ 54″ OL |             |
| Cascina Gobba  | Cascina Gobba            |              | 1680 ! | viaductstation               | 5 mei 1968        | 45° 30′ 41″ NB, 9° 15′ 38″ OL |             |
| Cologno Sud    |                          |              | 1700 ! | viaductstation               | 7 juni 1981       | 45° 31′ 13″ NB, 9° 16′ 30″ OL |             |
| Cologno Centro |                          |              | 1710 ! | viaductstation               | 7 juni 1981       | 45° 31′ 39″ NB, 9° 16′ 59″ OL |             |
| Cologno Nord   |                          |              | 1720 ! | maaiveld                     | 7 juni 1981       | 45° 32′ 3″ NB, 9° 17′ 28″ OL  |             |
|                | Vimodrone                |              | 1800 ! | uitgraving                   | 5 mei 1968        | 45° 30′ 57″ NB, 9° 17′ 10″ OL |             |
|                | Cascina Burrona          |              | 1810 ! | maaiveld                     | 5 mei 1968        | 45° 31′ 2″ NB, 9° 17′ 53″ OL  |             |
|                | Cernusco sul Naviglio    |              | 1820 ! | uitgraving                   | 5 mei 1968        | 45° 31′ 16″ NB, 9° 19′ 51″ OL |             |
|                | Villa Fiorita            |              | 1830 ! | maaiveld                     | 5 mei 1968        | 45° 31′ 14″ NB, 9° 20′ 46″ OL |             |
|                | Cassina de' Pecchi       |              | 1840 ! | viaductstation               | 5 mei 1968        | 45° 31′ 19″ NB, 9° 21′ 47″ OL |             |
|                | Bussero                  |              | 1850 ! | maaiveld                     | 5 mei 1968        | 45° 31′ 32″ NB, 9° 22′ 33″ OL |             |
|                | Villa Pompea             |              | 1860 ! | maaiveld                     | 5 mei 1968        | 45° 31′ 41″ NB, 9° 23′ 8″ OL  |             |
|                | Gorgonzola               |              | 1870 ! | maaiveld                     | 5 mei 1968        | 45° 32′ 12″ NB, 9° 24′ 13″ OL |             |
|                | Cascina Antonietta       |              | 1880 ! | Loods                        | 13 april 1985     | 45° 32′ 32″ NB, 9° 25′ 25″ OL |             |
|                | Gessate                  |              | 1890 ! | Loods                        | 13 april 1985     | 45° 32′ 43″ NB, 9° 26′ 12″ OL |             |

* De sorteerwaarde van de foto is de ligging langs de lijn